# IC 1031
IC 1031 је спирална галаксија у сазвјежђу Волар која се налази на листи објеката дубоког неба у Индекс каталогу.
Деклинација објекта је + 48° 2' 17" а ректасцензија 14h 34m 23,9s. Привидна величина (магнитуда) објекта IC 1031 износи 14,8 а фотографска магнитуда 15,6. IC 1031 је још познат и под ознакама CGCG 248-5, NPM1G +48.0273, PGC 52082.